# Scarlet's Walk
Scarlet's Walk è il settimo album in studio della cantante statunitense Tori Amos.

## Il disco
Le 18 tracce del concept album raccontano il viaggio attraverso gli Stati Uniti di una ragazza di nome Scarlet, un personaggio ispirato alla Amos. L'album è stato il primo pubblicato dalla Epic Records, dopo che la Amos aveva abbandonato l'Atlantic Records. L'album ha debuttato alla posizione numero 7 della Billboard 200 vendendo 107 000 copie.

Il primo singolo estratto dall'album è stato A Sorta Fairytale, che divenne uno dei singoli di maggior successo di Scarlet's Walk, raggiungendo la posizione numero 11 della Billboard Adult Pop Song. Nella versione inglese, il singolo presenta il b-side Operation Peter Pan, canzone ispirata dalla crisi dei missili di Cuba del 1962.

Il secondo singolo estratto, Taxi Ride, tributo a Kevyn Aucoin, amico dell'artista scomparso nel maggio del 2002, ha raggiunto la posizione numero 35 della Billboard Adult Pop Song.
Lo scrittore Neil Gaiman, grande amico di Tori Amos, ha scritto un racconto ispirato all'album, intitolato Pagine di un diario trovato in una scatola da scarpe lasciata in un autobus Greyhound in un punto qualsiasi tra Tulsa, Oklahoma, e Louisville, Kentucky (Pages of a Journal Found in a Shoebox Left in a Greyhound Bus Somewhere Between Tulsa, Oklahoma, and Louisville, Kentucky). Il racconto è stato pubblicato per la prima volta nel 2002 nel libro stampato in occasione del tour "On Scarlet's Walk" tenutosi dal novembre del 2002 all'aprile del 2003.

## Singoli
- A Sorta Fairytale - pubblicato nel settembre 2002. La versione inglese del singolo contiene il b-side Operation Peter Pan.
- Taxi Ride - pubblicato nel gennaio del 2003.
- Strange - terzo singolo dell'album, pubblicato solo nella versione radiofonica.
- Don't Make Me Come to Vegas - pubblicato in vinile nella versione remix di Timo Maas.

## Tracce
1. Amber Waves – 3:38
2. A Sorta Fairytale – 5:30
3. Wednesday – 2:29
4. Strange – 3:05
5. Carbon – 4:33
6. Crazy – 4:23
7. Wampum Prayer – 0:44
8. Don't Make Me Come to Vegas – 4:51
9. Sweet Sangria – 4:01
10. Your Cloud – 4:30
11. Pancake – 3:54
12. I Can't See New York – 7:14
13. Mrs. Jesus – 3:05
14. Taxi Ride – 4:00
15. Another Girl's Paradise – 3:34
16. Scarlet's Walk – 4:16
17. Virginia – 3:55
18. Gold Dust – 5:54

### Bonus DVD
1. Gold Dust (Video) – 5:44
2. A Sorta Fairytale (Video) – 3:59
3. Taxi Ride (Video) – 4:00

## Classifiche
| Paese             | Posizione massima |
| ----------------- | ----------------- |
| Australia         | 20                |
| Austria           | 26                |
| Belgio (Fiandre)  | 15                |
| Belgio (Vallonia) | 40                |
| Danimarca         | 32                |
| Finlandia         | 20                |
| Francia           | 32                |
| Norvegia          | 30                |
| Nuova Zelanda     | 45                |
| Paesi Bassi       | 17                |
| Regno Unito       | 26                |
| Stati Uniti       | 7                 |
| Svizzera          | 21                |